# Le Grand Continent
Le Grand Continent est une revue fondée en 2019 consacrée à la géopolitique.

## Histoire

### Création
La revue est créée en avril 2019 par Gilles Gressani, Ramona Bloj et Mathéo Malik. Elle est éditée par le think tank Groupe d'études géopolitiques, une association fondée à l’École normale supérieure en 2017 par des élèves alors en scolarité, qui se sont donné pour objectif de « penser le monde et les relations internationales à l’échelle de l’Europe ». À ses débuts, la revue ne dispose ni d'édition papier ni de site web, c'est un simple fichier au format PDF envoyé par email à ses souscripteurs.
Au début de la pandémie de Covid-19 en Europe, en mars 2020, le Groupe d'études géopolitiques a publié sur Le Grand Continent un Observatoire géopolitique du Covid-19 comprenant des articles d’analyse ou de fond ainsi que la première cartographie présentant la diffusion de la pandémie à l’échelle régionale en Europe,.
Le président de la République Emmanuel Macron donne au Grand Continent, le 16 novembre 2020, un long entretien en y exposant sa doctrine en matière internationale et sa vision du monde post-Covid, lu par 1,5 million de personnes en français, en italien, en espagnol, en allemand, en polonais ou en anglais,,.

### Plurilinguisme
La revue prévoit de publier une édition dans les cinq principales langues européennes (français, espagnol, italien, allemand et polonais), avant de lancer une édition anglophone.

### Place dans le débat public
Un certain nombre d'observateurs voient dans Le Grand Continent la prolongation ou la relève de revues comme Esprit, la Revue des Deux Mondes ou Le Débat,, ou la comparent à des revues internationales comme Foreign Affairs.
À la fin de l'année 2024, la revue déclare compter 25 000 abonnés et 20 millions de visites par an,.

## Contenu

### Les lettres hebdomadaires
La première publication du Grand Continent est une newsletter hebdomadaire, «La lettre du dimanche», qui paraît sans discontinuer depuis,.
L'autre newsletter du Grand Continent est «La lettre du lundi», qui paraît chaque lundi matin,.

### Au croisement du monde universitaire, politique, médiatique
Les articles sont principalement écrits par des chercheurs et des universitaires, dont Daron Acemoğlu, Dipesh Chakrabarty, Pierre Charbonnier, Timothy Garton Ash, Carlo Ginzburg, Mireille Delmas-Marty, Niall Ferguson, Toni Negri, Thomas Piketty, Jacques Rancière, Élisabeth Roudinesco, Isabella Weber, Lea Ypi.
La revue publie également des discours, leçons, entretiens de personnalités politiques et institutionnelles comme Josep Borrell, Yolanda Diaz, Mario Draghi, Enrico Letta, Henry Kissinger, Laurence Boone, Carlos Cuerpo, Paul Magnette, Pascal Lamy, Laurence Tubiana. Le 7 avril 2025, la revue publie une pièce de doctrine de l'ancien Premier ministre français, Dominique de Villepin, intitulée « Le pouvoir de dire non ».
Enfin, Le Grand Continent publie des entretiens avec des écrivains tels que Javier Cercas, Kamel Daoud, Louise Glück, Philippe Jaccottet, Andreï Kourkov, Pierre Michon, Olga Tokarczuk, Mario Vargas Llosa.
Politiquement, la revue ne revendique aucun positionnement particulier,.

### Revue papier chez Gallimard
Depuis 2022 la revue paraît en format papier aux éditions Gallimard avec un numéro annuel. Depuis 2024, l’écrivain italo-suisse Giuliano da Empoli en assure la direction.

## Les événements

### Les tables rondes hebdomadaires
Le Grand Continent est  à l’origine d’un cycle de débats hebdomadaires, appelés les Mardis du Grand Continent,, à l’École normale supérieure, qui ont lieu depuis 2019.

### Colloques et événements
Au printemps 2018, la revue a organisé un cycle de six conférences retransmises depuis Paris dans une vingtaine de villes européennes. Ces conférences ont été éditées sous la forme d'un livre, Une certaine idée de l’Europe, paru aux éditions Flammarion en 2019.

### Sommet Grand Continent
Du 18 décembre au 20 décembre 2023, Le Grand Continent a organisé la première édition du Sommet Grand Continent qui a réuni à Saint Vincent et à Courmayeur, dans la vallée d'Aoste, plus de cent trente politiques, industriels et intellectuels, dans le but de  « cristalliser un grand récit européen », autour des transitions écologiques, géopolitiques et numériques,. Au cours de cette première édition, Michel Barnier, qui fait partie des participants, reçoit le titre d'ami de la Vallée d'Aoste.
La deuxième édition du Sommet Grand Continent a eu lieu du 3 au 6 décembre 2024 à Verrès, Aoste, Saint-Vincent et Courmayeur, et réunit à nouveau plus de cent trente participants. À cette occasion, Le Grand Continent publie un grand sondage mené dans cinq pays de l’Union européenne – France, Allemagne, Belgique, Italie, Espagne – par l'Institut Cluster17.
La revue dispose du soutien financier de la région Vallée d'Aoste pour l'organisation de ce Sommet annuel.

### Prix littéraire Grand Continent
En 2021, la revue organise la première édition de son prix littéraire. Le prix, destiné à récompenser une œuvre marquant un grand récit européen parmi des œuvres en langues française, allemande, italienne, espagnole et polonaise.
La dotation du prix est de 100 000 euros pour l’aide à la traduction, l’édition et la promotion,.